# Ернст Вилхелм фон Бентхайм-Щайнфурт
Ернст Вилхелм фон Бентхайм-Щайнфурт (на немски: Ernst Wilhelm von Bentheim-Steinfurt; * 6 декември 1623; † 26 август 1693) от фамилията Бентхайм-Текленбург е граф на Бентхайм-Бентхайм и Графство Щайнфурт (1643 – 1693).

## Произход
Той е големият син на граф Арнолд Йост фон Бентхайм-Текленбург (1580 – 1643) и съпругата му Анна Амалия фон Изенбург-Бюдинген (1591 – 1667), дъщеря на граф Волфганг Ернст I фон Изенбург-Бюдинген (1560 – 1633) и първата му съпруга графиня Анна фон Глайхен-Рембда (1565 – 1598). Брат е на Филип Конрад (* 2 юли 1627; † 8 май 1668).

## Фамилия
Първи брак: на 21 август 1661 г. в Бентхайм с графиня Гертруд фон Целст (* 1640; † 26/29 март 1679, Виена), дъщеря на граф Хартгер ван Целст и съпругата му фон Теринк. Те се развеждат през 1678 г. Имат децата:
- Ернст фон Бентхайм-Щайнфурт (* 18 ноември 1661; † 10 март 1713), граф на Бентхайм-Щайнфурт, бригадир на кавалерията, женен на 16 април 1701 г. за гарфиня Изабела Юстина фон Хорнес (* 1661; † 3 юли 1734)
- Кристоф Вилхелм (* 22 ноември 1663; † 28 януари 1664)
- Кристоф Бернхард (* 31 декември 1664; † 31 октомври 1697)
- Арнолд Йобст (* 21 януари 1666; † 8 май 1691)
- Волфганг Вилхелм (* 21 август 1667; † 166?)
- Стациус Филип фон Бентхайм-Щайнфурт (* 26 август 1668; † 22 март 1749), граф на Бентхайм-Щайнфурт, генерал на кавалерията, женен на 25 февруари 1698 г. за Йохана Сидония фон Хорнес (* 28 март 1670; † 16 март 1762), сестра на съпругата на брат му.

Втори брак: на 5 август 1678 г. с графиня Анна Изабела фон Лимбург-Щирум-Гемен (* ок. 1625; † 23/31 май 1723), дъщеря на граф Адолф Ернст фон Лимбург-Щирум-Бронкхорст († 1657) и Шарлота Мария Изабела фон Велен и Меген († 1692), дъщеря на генерал-фелдмаршал Александер II фон Велен-Меген цу Раезфелд (1599 – 1675). Те имат една дъщеря:
- Елеонора Магдалена Вилхелмина Бернхардина (* 6 февруари 1687; † 10 март 1727), омъжена за граф Амброзиус Франц Фридрих Кристиан Адалберт фон Фирмонд-Бретценхайм (* 15 декември 1684; † 19 ноември 1744)

Вдовицата му Анна Изабела фон Лимбург-Гемен се омъжва втори път на 6 февруари 1701 г. за граф Йохан Туресон-Оксенстиерна и Кронеборг (* 2 януари 1666; † 16 февруари 1733).